# 쉬페르 에탕다르
다소-브레게 쉬페르 에탕다르(프랑스어: Dassault-Breguet Super Étendard)는 프랑스의 항공모함용 전투기로 프랑스 해군에서 디자인하였다. 쉬페르 에탕다르는 1978년부터 운용을 시작했는데 프랑스에서는 다소 라팔 전투기로 대체됨으로써 2016년 7월 12일, 사실상 퇴역하였다.

## 개발
쉬페르 에탕다르는 1950년대 개발한 초기 에탕다르 4를 개선한 것이다.

## 같이 보기
- 더글러스 A-4 스카이호크
- A-7 콜세어 II